# Les Messagers de Gaïa
 (juin 2010).
Si vous disposez d'ouvrages ou d'articles de référence ou si vous connaissez des sites web de qualité traitant du thème abordé ici, merci de compléter l'article en donnant les références utiles à sa vérifiabilité et en les liant à la section « Notes et références ».

Les Messagers de Gaïa est une série de romans fantastiques écrite par Fredrick d'Anterny et publiée à partir de 2008.

## Présentation
Les Messagers de Gaïa est une vaste fresque fantastique à saveur spirituelle articulée autour de plusieurs époques. Écrite par Fredrick d’Anterny, un auteur français vivant au Canada (Québec) depuis 1984, elle retrace les vies, les missions et les karmas successifs d’un groupe de personnages faisant partie d’une même famille d’âmes. Sous l’égide de Mérinock, l’un des treize Vénérables de la déesse Gaïa, ils disposent de deux mille ans pour amener l’humanité à développer leur lumière intérieure.
L’action se situe sur Terre, mais dans une dimension parallèle. Avec un certain talent, l’auteur situe chacune de ses époques dans une sorte de double historique de la nôtre.
Publiée par les Éditions Michel Quintin et distribuée au Canada comme en France, la série voit le jour en 2008. Elle est alimentée à raison de deux titres par année. Avec un plan de route de 13 tomes et de quatre époques, l’auteur entend nous faire assister, par personnages interposés, au développement du « Grand Œuvre » — cette mission de spiritualisation de l’humanité —, d’une époque équivalente à celle de Jésus, jusqu’à la nôtre.

## Les époques

### Première époque
La première époque s'étend sur le tomes 1 à 4. Datée à partir de l’an 574 de la chronologie goréenne, l'action se situe principalement dans le continent central qui est découpé en sept royaumes distincts. Constamment en guerre les uns contre les autres, ces royaumes sont menacés d’assimilation par le plus puissant d’entre eux : la Gorée.
L’action commence lorsque le roi Sarcolem ainsi que ses homologues des autres pays craignent que les troubles en cours dans leurs royaumes respectifs ne correspondent au texte des prophéties véhiculées depuis des décennies par Mérinock et ses Servants. Vénérable du Saint-collège des Mages officiant, aux ordres de la déesse, à la destinée des peuples, ce prophète annonce en effet la venue de deux adolescents, respectivement le fils et la fille de la déesse. Chargés de rapporter aux peuples les légendaires Préceptes de vie (un ensemble de codes philosophiques destinés à permettre à chaque individu de suivre son propre chemin d’éveil), ces deux messagers inquiètent et font peur.
D’un côté, les rois tremblent à l’idée que les peuples, facilement influençables, ne fassent de ces Messagers leurs champions et leurs souverains ; de l’autre, le clergé des lamanes, dépositaire des anciennes croyances, a peur de perdre tout prestige et pouvoir si jamais les deux jeunes réussissaient à remplacer leurs dogmes désuets par les préceptes de vie.
Aux couleurs d’une Rome impériale agrémentées de créatures de légendes et d’un certain éclat médiéval, nous assistons dans cette première époque à la venue de Torance et de Shanandra, les deux messagers ; à leur rencontre, à leur quête et à leurs initiations spirituelles afin de développer leurs pouvoirs intérieurs ; puis, à l’accomplissement proprement dit de leur mission.
Structurée en 4 tomes, cette première époque couvre une période de 500 ans au long de laquelle nous suivons plusieurs personnages, de vies en vies et de karmas en karmas.

## Résumés des tomes

### Tome 1:La pierre du destin
C’est dans ce premier opus que Torance et Shanandra, les protégés de Mérinock, se rencontrent. Les deux adolescents, respectivement prince et princesse de leur pays, vivent des heures difficiles. Torance est prisonnier dans un corral de princes et doit, pour conquérir son hypothétique couronne, se battre à mort en duel contre les autres postulants. De son côté, Shanandra vit en recluse dans la forteresse de son oncle, le roi Elrick. Conscient du terrible pouvoir de sa nièce (Shanandra peut tuer un homme avec la puissance de son regard), le roi entend bien se servir de la jeune fille comme d’un assassin à son service. Heureusement, le Mage errant veille sur ses deux pupilles… Enlevés et installés tous deux, inconscients, sur la pierre plate de la « plage du bout du monde » (ainsi que l’annonce les prophéties écrites par le mage), Torance et Shanandra s’éveillent. Ils ne se connaissent pas, mais vont devoir collaborer pour échapper à Astarée, le cristalomancien royal que Sarcolem a envoyé à leurs trousses. La mission du cristalomancien est simple : capturer les deux messagers afin que personne ne puisse jamais entendre parler d’eux.
Guidés occultement par le Mage errant, les deux jeunes gens rencontrent des compagnons — tous ayant pour mission plus ou moins consciente de participer à l'avènement du fils et de la fille de la déesse. En fait, tout comme les ennemis des deux messagers (Sarcolem et Astarée inclus), ces personnages font partie de la même famille d’âme. Seulement, étant nés dans des positions sociales différentes, leurs egos et leurs obsessions aidants, ils sont contraints au duel.
Le tome 1 se conclut sur le succès de la première des sept initiations devant, à terme, rééquilibrer chacun des sept chakras des deux jeunes messagers, et leur permettre de maîtriser leurs pouvoirs.
En effet, Shanandra parvient à libérer « la pierre du destin » que Torance porte cousue sur le thorax depuis l’âge de sept ans…

### Tome 2:Les tablettes de Mitrinos
Dans l’opus suivant — chronologiquement, l’action se situe une année seulement après le début de la saga —, Torance, Shanandra et leurs compagnons doivent retrouver les légendaires tablettes de Mitrinos sur lesquelles la déesse a jadis gravé ses Préceptes de vie. D’indices en énigmes, puis en péripéties pour échapper aux troupes lancés à leurs trousses par Sarcolem, les messagers errent dans des royaumes aux prises avec la guerre civile et les rébellions. Dans ce deuxième tome, ils font plus amples connaissance les uns avec les autres. Des histoires d’amitiés s’esquissent, des idylles amoureuses se nouent. Certains personnages se rendent compte qu’ils s’aiment depuis plusieurs vies. Tous évoluent au fil des aventures ; un des opposants, séduit par la philosophie de ceux qu’ils pourchassent, changent même de camp et devient un allié.
Torance et Shanandra subissent tour à tour et de manière parfaitement bien intégrée à l’action et au suspense quatre initiations : chacune correspondant précisément à un chakra.
Parvenus devant les portes de la cité de Midon, ils sont capturés par le seigneur de l’endroit, le roi félon Elk Sifoun.
L’auteur nous abandonne en plein suspense : à savoir, le matin même de la prise de la cité, alors que les deux messagers doivent être sacrifiés afin que le monarque fou se nourrisse de leurs sangs, qui, mêlés, sont porteur de grands pouvoirs.

### Tome 3:L’autel des sacrifiés
Une année s’écoule au chronomètre du temps, lorsque Torance et Shanandra parviennent au terme de leur sixième initiation : dans le village perdu et légendaire de Wellö-art, le refuge secret du Mage errant. Situés dans le tissage même des chairs subtiles de la Terre, le village et ses dépendances sont à l’abri des fureurs du monde. Là, Mérinock explique à ses deux messagers le but de leur quête des sept temples : activer la fameuse toile de Maestreiya, un immense champ de force purificateur devant envelopper la planète. Destinés à purifier l’éther de la planète pollué par les pensées de haine, de désespoir, de frustration et de tristesse générée au fil des siècles par les hommes, Torance et Shanandra doivent se rendre à Goromée, la cité du roi Sarcolem, et l’affronter face à face.
Ce troisième tome présente de lointaines similitudes avec la mission du Christ, qui en s’offrant au sacrifice rachète les pêchés des hommes. Présentée dans sa version ésotérique, la mission de Torance et de Shanandra n’en est pas moins noble. Laissant aux hommes les préceptes de vie qu’ils ont enseignés à des milliers de fidèles au long de leurs périples, et ayant activé grâce à leurs initiations les douze chakras de la Terre, Torance et Shanandra s’en retournent à Shandarée, la cité céleste où vivent les âmes des hommes de bonne volonté.

### Tome 4:Les brumes de Shandarée
Dans le quatrième opus de cette première époque, l’auteur fait s’écouler le temps.
Structuré en quatre trames temporelles distinctes, ce tome 4 nous présente des personnages qui se réincarnent de l’une à l’autre. Nous nous attachons ainsi plus particulièrement au roi Sarcolem, devenu empereur. Un Sarcolem ayant acquis l’immortalité grâce au sang mêlé des deux messagers. Autour du souverain immortel, mais tenu tout de même de simuler sa mort tous les cinquante ou soixante ans afin de se régénérer et de reconquérir à chaque fois sa couronne, nous voyons évoluer les personnages, compagnons ou adversaires des deux messagers. Ces personnages plusieurs fois réincarnés évoluent, deviennent meilleurs ou pires selon leurs karmas respectifs. Histoires d’amour, de fidélités ou de trahisons s’entrecroisent pour le plus grand plaisir du lecteur curieux.
L’auteur boucle la boucle lorsque, près de 480 ans après le supplice des deux messagers, ceux-ci se réincarnent dans un monde transformé par les Préceptes de vie qu’ils ont jadis livrés aux hommes ; préceptes de vie sur lesquels a été, depuis, construite de toutes pièces une religion tyrannique qui entend dominer et contrôler les hommes et les rois.
Astuce supplémentaire, nous constatons à la lecture de ce quatrième volet qui clôt en quelque sorte la première époque, que ceux qui étaient autrefois les prêtres de l’ancienne religion des géants sont revenus pour, sous d’autres identités, continuer à faire commerce de religion… en se servant des propres enseignements, mais dénaturés par eux, professés par les deux messagers !

### Tome 5:La dernière cristalomancienne
Paru au Canada en février 2010.

## Thèmes et idées

### L’évolution des âmes
L’auteur reprend, sous le couvert d’une fiction à forte saveur fantastique, un thème cher aux spiritualistes modernes et aux philosophies de nombreuses anciennes civilisation : l’évolution lente et progressive des hommes, de vie en vie, d’époque en époque. Sous des masques différents — l’ego —, l’âme supérieure expérimente toute la gamme des émotions humaines. À travers des karmas tissés par les choix propres de chacun d’entre eux, les personnages de la série sont amenés, toujours avec intelligence et suspense par l’auteur, à confronter leurs choix passés. Retrouvant tel ou tel autre personnage et faisant avec ces derniers ou avec eux-mêmes des « pardons » afin de progresser sur la voie de leur propre lumière.

### Quelques exemples de réincarnations
Le jeune roi Atinoë, de mœurs légères, est incapable de bien servir son peuple. À la limite timoré, il est assassiné sur ordre de l’empereur Sarcolem premier. Ce même Atinoë se réincarne deux cents ans plus tard dans le corps d’une frêle jeune fille, Amrina, étudiante en spiritualité. Amenée à devenir la prisonnière de la propre réincarnation de Sarcolem, cette âme apprend à comprendre l’homme qui l’a jadis faite assassinée. Elle s’attache amicalement à lui et devient, lors d’une troisième existence, la fille adoptive de ce même Sarcolem devenu immortel.
Lolène et Cristin, fortement attirés l’un vers l’autre, ne peuvent s’aimer à cause des complexes du jeune homme et d’une opération qui a fait de lui un eunuque. À la fin du tome 4, l’auteur révèle que ces deux âmes ont poursuivi leurs tâches chacun de leur côté, et qu’ils se sont retrouvées pour une longue vie d’amour près de cinq cents ans plus tard.
(À noter : le site officiel des Messagers de Gaïa offre davantage d’exemples.)

### Les religions et les philosophies
En mettant en scène Torance et Shanandra, ses deux héros principaux, l’auteur nous offre un parallèle fictif, mais intéressant, des vies et des œuvres de Jésus et de Marie-Madeleine. En effet, selon certains spiritualistes et documenté par des repères historiques troublants, l’auteur nous montre là encore un parallèle entre l’enseignement des deux messagers, basés sur Les Préceptes de vie de la déesse Gaïa, et celui de Jésus. Dans les deux cas, ces enseignements ont été utilisés pour créer ou consolider une religion devenue au cours des siècles une religion d’État aux allures parfois tyranniques. Imaginez que Jésus se soit réincarné durant le haut Moyen Âge pour dire à son propre clergé qu’il s’est éloigné de la Vérité ! Il se serait à coup sûr fait brûler vif sur un des bûchers de la Sainte Inquisition !
D’après ce qui peut se lire entre les lignes de la deuxième époque des Messagers de Gaïa, l’auteur nous promet de tenir un peu un discours similaire !

### Évernia, un double de Shamballa!
Dans son univers fictif, l’auteur nous décrit la vallée subdimensionnelle d’Évernia, sise quelque part dans la chaîne de montagnes du même nom, mais vibrant à un niveau plus subtile, ce qui en fait une terre mythique où vivent les treize mages de la confrérie de la déesse Gaïa.
Là encore, l’analogie avec la fabuleuse cité légendaire de Shamballa est flagrante. Pas étonnant quand on sait que l’auteur situe l’univers des Messagers dans un monde parallèle au nôtre.

### La cité céleste de Shandarée
Non seulement nous suivons les personnages au long de leurs réincarnations dans  le monde physique, mais l’auteur nous les fait vivre carrément « après leur mort » (pour certains) dans la cité céleste de Shandarée, là où les personnages ayant atteint un certain niveau d’évolution viennent séjourner entre deux existences terrestres.

## Personnages principaux de la première époque

### Tomes 1 à 3
- Mérinock, le Mage errant
- Torance, le prince messager
- Shanandra, sa compagne
- Cristin, le jeune érudit
- Lolène, la guérisseuse
- Paléas, le voleur
- Gorth, le mercenaire
- Astarée, la cristalomancienne
- le roi Sarcolem
- Pirius, le soldat
- Erminophène, l’esclave gladiateur
- Ylotte, la médium
- Alimas, le marchand
- Épidorée, la femme d’Erminophène

À noter, tous ces personnages, ainsi que d’autres, se réincarnent dans les tomes 4 et futurs.

### Tome 4
- L’empereur Sarcolem
- Amrina, l’étudiante en spiritualité et amie de l’empereur
- Astagor, le traître
- Abriel, le pupille de Lolène
- Prégorus, le cristalomancien impérial
- Belina, la fille de Sarcolem XII
- Estimène, la réincarnation de Cristin
- Solena, réincarnation de Shanandra